# Kompania graniczna KOP „Pieszczaniki”

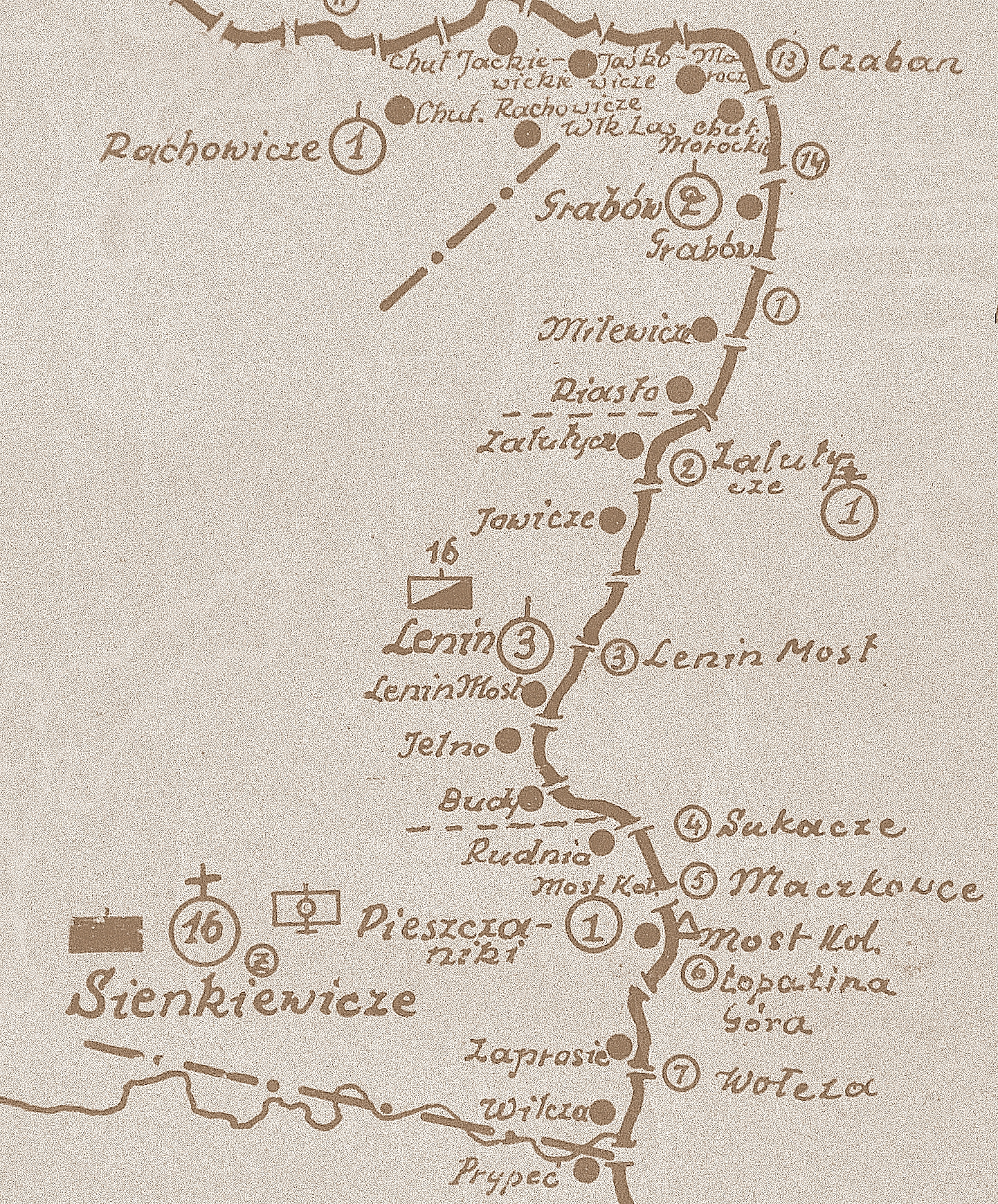
Rozmieszczenie batalionu KOP „Sienkiewicze” w 1931

Kompania graniczna KOP „Pieszczaniki” – pododdział graniczny Korpusu Ochrony Pogranicza pełniący służbę ochronną na granicy polsko-radzieckiej.

## Formowanie i zmiany organizacyjne
Na podstawie rozkazu Ministra Spraw Wojskowych nr 1600/tjn./O.de B/25, w drugim etapie organizacji Korpusu Ochrony Pogranicza, w terminie do 1 marca 1925 sformowano 16 batalion graniczny , a w jego składzie 1 kompanię graniczną KOP. W listopadzie 1936 kompania liczyła 2 oficerów, 8 podoficerów, 4 nadterminowych i 82 żołnierzy służby zasadniczej.
W 1939 1 kompania graniczna KOP „Pieszczaniki” podlegała nadal dowódcy batalionu KOP „Sienkiewicze”.

## Służba graniczna
Podstawową jednostką taktyczną Korpusu Ochrony Pogranicza przeznaczoną do pełnienia służby ochronnej był batalion graniczny. Odcinek batalionu dzielił się na pododcinki kompanii, a te z kolei na pododcinki strażnic, które były „zasadniczymi jednostkami pełniącymi służbę ochronną”, w sile półplutonu. Służba ochronna pełniona była systemem zmiennym, polegającym na stałym patrolowaniu strefy nadgranicznej i tyłowej, wystawianiu posterunków alarmowych, obserwacyjnych i kontrolnych stałych, patrolowaniu i organizowaniu zasadzek w miejscach rozpoznanych jako niebezpieczne, kontrolowaniu dokumentów i zatrzymywaniu osób podejrzanych, a także utrzymywaniu ścisłej łączności między oddziałami i władzami administracyjnymi. Miejscowość, w którym stacjonowała kompania graniczna, posiadała status garnizonu Korpusu Ochrony Pogranicza.
1 kompania graniczna „Pieszczaniki” w 1934 ochraniała odcinek granicy państwowej szerokości 26 kilometrów 355 metrów.Po stronie sowieckiej granicę ochraniały zastawy „Sukacze”, „Maczkowce”, „Łopatina Góra” i „Wołcza” z komendantury „Turów” .
Kompanie sąsiednie:
- 3 kompania graniczna KOP „Lenin” ⇔ 1 kompania graniczna KOP „Olhomel” – 1928[7], 1929[8], 1931[6] , 1932[9], 1934[10], 1938[11]

## Struktura organizacyjna
Strażnice kompanii w latach 1928 – 1929
- strażnica KOP „Budy”
- strażnica KOP „Rudnia”
- strażnica KOP „Most Kolejowy”
- strażnica KOP „Zaprosie”
- strażnica KOP „Wilcza”
- strażnica KOP „Pieszczaniki”

Strażnice kompanii jesienią 1931  i w 1934
- strażnica KOP „Rudnia”[b]
- strażnica KOP „Most Kolejowy”
- strażnica KOP „Zaprosie”[c]
- strażnica KOP „Wilcza”[d]

Strażnice kompanii w 1932
- strażnica KOP „Rudnia”
- strażnica KOP „Most Kolejowy”
- strażnica KOP „Pieszczaniki”
- strażnica KOP „Zaprosie”
- strażnica KOP „Wilcza”

Strażnice kompanii w 1938
- strażnica KOP „Budy”
- strażnica KOP „Rudnia”
- strażnica KOP „Most Kolejowy”
- strażnica KOP „Wilcza”

Organizacja kompanii 17 września 1939:
- dowództwo kompanii
- pluton odwodowy
- 1 strażnica KOP „Budy”
- 2 strażnica KOP „Rudnia”
- 3 strażnica KOP „Most Kolejowy”
- 4 strażnica KOP „Wilcza”

## Dowódcy kompanii
- kpt. Jan Tomicki (25 X 1928 – 22 III 1931 → do 12 pp)[14]
- kpt. Marek Hajdasz (22 III 1931 – 26 VIII 1931 → dowódca kompanii szkolnej)[14]
- kpt. Mieczysław Ostrowski (26 VIII 1931 – 11 III 1933 → do 66 pp)[14]
- kpt. Henryk Niechwila (22 III 1933 – )[14]
- kpt. Stefan Karyszkowski[e] (- 1939)